# Sportåret 1900

## Händelser

### Badminton
- 24 januari — Newcastle Badminton Club bildas.[1]

### Baseboll
- Brooklyn Superbas vinner National League.[2]

### Cykel
- Svenska cykelförbundet bildas.
- Internationella cykelförbundet bildas.

### Fotboll
- 28 januari – Tyska fotbollsförbundet bildas i Leipzig
- 18 mars – AFC Ajax bildas i Amsterdam.[1]

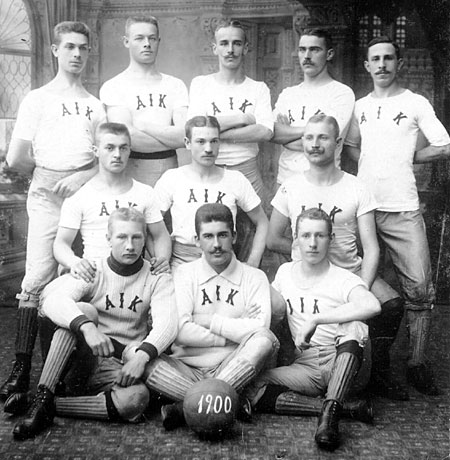
AIK svenska mästare.

- 29 juli – AIK blir svenska mästare efter finalseger med 1–0 över Örgryte IS. Matchen spelas på Lindarängen i Stockholm.[3]
- Okänt datum – Primera División de Uruguay 1900 var den första säsongen av Uruguays högstaliga i fotboll.
- Okänt datum – VfL 1900 Borussia Mönchengladbach bildas.
- Okänt datum – FC Bayern München bildas.

### Friidrott
- Jack Caffery vinner Boston Marathon[4]

### Hastighetsåkning på skridskor
- 10 februari - Peter Ostlund noterar nytt världsrekord på 500 meter med 45.2 sekunder.[1]

### Hästsport
- 3 maj - Vid 26:e Kentucky Derby vinner Jimmy Boland på Lieut Gibson med tiden 2.06.25.[1]

### Kanot
- Föreningen för Kanot-Idrott (FKI) bildas.

### Motorsport
- Fransmannen Fernand Charron vinner den första Gordon Bennett Cup med en Panhard.

### Tennis
- 8-10 augusti – USA vinner mot Brittiska öarna med 3-0 i Boston i kampen om International Lawn Tennis Challenge.[5] då turneringen spelas för första gången.[1]

## Evenemang
- Olympiska sommarspelen 1900 äger rum i Paris, Frankrike

## Födda
- 1 mars - Ernst Alm, svensk längdåkare, segrare i det första Vasaloppet 1922.

## Bildade föreningar och klubbar
- 20 september - IFK Luleå[6]

### Fotnoter
1. 1 2 3 4 5  ”Chronology of Sports”. Arkiverad från originalet den 4 oktober 2011. https://web.archive.org/web/20111004142618/http://worldtimeline.info/sports/spor1900.htm. Läst 10 augusti 2011.
2. ↑  ”The 1900 Season” (på engelska). Retrosheet. http://www.retrosheet.org/boxesetc/1900/Y_1900.htm. Läst 19 juli 2015.
3. ↑  Jimmy Lindahl (11 mars 2000). ”Svenska mästare i fotboll 1896–1925”. Bolletinen. http://www.bolletinen.se/sfs/allsvenskan/sm1896.pdf. Läst 10 oktober 2011.
4. ↑  ”Boston Marathon History: 1897-1900”. www.baa.org. Boston: Boston Athletic Association. 2011. Arkiverad från originalet den 10 april 2013. https://web.archive.org/web/20130410224153/http://www.baa.org/races/boston-marathon/boston-marathon-history/race-summaries/1897-1900.aspx. Läst 2 mars 2011.
5. ↑  ”Davis Cup”. http://www.daviscup.com/en/results/tie/details.aspx?tieId=10003699. Läst 20 augusti 2011.
6. ↑  Martin Alsiö (11 mars 2004). ”De allsvenska klubbarnas födelsedagar”. Bolletinen. http://www.bolletinen.se/sfs/allsvenskan/grundades.pdf. Läst 18 februari 2015.